# Aligia riscoana
Aligia riscoana är en insektsart som beskrevs av Knull 1951. Aligia riscoana ingår i släktet Aligia och familjen dvärgstritar. Inga underarter finns listade i Catalogue of Life.